# J. Sharpe
J. Sharpe is een Nederlandse schrijver. Zijn werk valt in te delen onder thrillers, fantasy, moderne horror, Science fiction en spanning. Hij staat erom bekend verschillende genres door elkaar heen te mixen. Zijn werk wordt regelmatig vergeleken met de werken van auteurs zoals o.a Stephen King, Dean Koontz en Peter Straub.
Sinds 2014 is J.Sharpe lid van het GNM (Genootschap van Nederlandstalige misdaadauteurs). Een aantal van zijn boeken en korte verhalen zijn vertaald naar het Engels, Portugees, Spaans en Italiaans. 

## Beginjaren en invloeden
J. Sharpe – pseudoniem van Joris van Leeuwen (1986) – werd geboren in Rotterdam en woonde in de lagere schoolperiode enige jaren op het eiland Madeira. Hij is dyslectisch, waar hij met name op de middelbare school last van had. Desalniettemin had hij altijd al een liefde voor lezen en schrijven. Na zijn schooltijd heeft hij naar eigen zeggen extra (schrijf)cursussen gevolgd om zijn taalachterstand weg te werken. Als kind was hij fan van de boeken van Paul van Loon en het Griezelgenootschap en in zijn tienerjaren las hij het gehele oeuvre van Stephen King en Dean Koontz.

## Carrière
Hoewel er drie boeken onder zijn eigen naam zijn verschenen, maakte van Leeuwen pas langzaam naam toen hij onder zijn pseudoniem ging schrijven. Het eerste boek dat onder deze naam verscheen was het eerste deel van de fantasy-tweeluik Territoria, genaamd De Kettingen van Amarath (2012). In 2011 was hij jurylid voor de Pure Thrillers Awards.

### Romans en verhalenbundels
- De Kettingen van Amarath (2012) Uitgeverij Zilverspoor
- De Ring van Andor (2013) Uitgeverij Zilverspoor
- Het web van Senora (2013) Uitgeverij Zilverbron
- Het meisje dat vlam kon vatten (2014) Uitgeverij Zilverspoor
- Gebroken geheugen (2015) Uitgeverij Zilverspoor, genomineerd voor de Harland Awardromanprijs 2015
- Eden (2016) Uitgeverij Zilverspoor, genomineerd voor de Bastaard Awards en is vertaald naar het Engels
- Syndroom (2017) Uitgeverij Zilverspoor, genomineerd voor de Harland Awardromanprijs 2017 en de een Bastaard Fantasy Award
- Meedogenloos (2018) Uitgeverij LetterRijn
- Reflectie (2018) Uitgeverij Zilverspoor
- Donkere herinneringen (2019) Uitgeverij Zilverspoor
- Schemerzone (2019) samen met Cocky van Dijk. Uitgeverij Zilverspoor
- Uit de duisternis (2020) Uitgeverij Zilverspoor.

### Korte verhalen
- De vluchteling (2011) In de bundel "Fantastisch Strijdtoneel 2"
- De ongenode gast (2014) In de bundel "Feest 1"
- In de armen van de liefde (2015) In de bundel Ganymedes 15 – tevens vertaald in het Engels.
- Donkere herinneringen (2016) In de bundel "Fantastische vertellingen 37"
- Jouw leven is van mij (2017) In de bundel "Verborgen"